# Bennington (New York)
Pour les articles homonymes, voir Bennington.
Bennington est une ville du comté de Wyoming, dans l'État de New York, aux États-Unis,. En 2010, elle compte une population de 3 359 habitants.

## Démographie
Lors du recensement de 2010, la ville comptait une population de 3 359 habitants, tandis qu'en 2018, elle est estimée à 3 240 habitants.